# 호텔킹
《호텔 킹》은 2014년 4월 5일부터 2014년 7월 27일까지 MBC에서 방영된 주말 특별기획 드라마다.

## 줄거리
어머니와 자신을 버린 아버지에 대한 한을 품은 차재완이라는 남자가 냉철하고 빈틈없는 호텔리어로 성장하는 이야기를 담은 드라마.

## 등장인물

### 주요 인물
- 이동욱 : 차재완/백현우 역 (아역 : 최하호)
- 이다해 : 아모네 역
- 왕지혜 : 송채경 역
- 임슬옹 : 선우현 역
- 이덕화 : 이중구 역
- 김해숙 : 백미녀 역

### 호텔 식구들
국내파
- 정석용 : 고산 역
- 박철민 : 장호일 역
- 지일주 : 진정한 역
- 김예원 : 윤다정 역

해외파
- 공현주 : 차수안 역
- 알렉스 : 유준성 역
- 김선혁 : 홍준 역
- 고윤 : 박도진 역

### 그 외 인물들
- 김규선 : 하소연 역
- 차학연 : 노아 역
- 이도연 : 이잎새 역
- 구본임 : 김여사 역
- 김선영 : 소문정 역
- 서이안 : 이다배 역
- 이상미 : 윤지원 역
- 서광재 : 허 이사 역
- 권혁수 : 박 이사 역
- 최남욱
- 최현준
- 이종래
- 김율호 : 신입직원 역
- 김하린 : 젊은시절 백미연 역
- 진태현 : 로먼 리 역 (아역 : 박희건)
- 주영호
- 정세형 : 민성주 기자 역
- 김미야 : 호텔 여직원 역
- 하수연 : 호텔 여직원 역
- 노혜은 : 호텔 여직원 역
- 정재진 : 아성원의 친구/작은씨엘 회장 역
- 손장우
- 박수연
- 김병국
- 이강준 : 출판간담회 사회자 역

### 특별 출연
- 최상훈 : 아성원 역
- 김창열
- 이하늘
- 정재용
- 이재은 : 앵커 역
- 서윤아
- 나광훈 : 왕리친 역
- 유세형 : 은성재 / 은윤재 역
- 정재형 : 꼬마손님 역
- 최성민 : 레이 킴 역
- 이종구 : 윤박사 역
- 박영지 : 선우현의 아버지 역
- 이혜천
- 최현우 : 마술사 역
- 이주석 : 젊은시절 이중구 역
- 최대훈 : 젊은시절 아성원 역
- 김하린 : 젊은시절 백미녀 역
- 조윤우 : 유주민 역
- 이선진 : 황과장 역
- 라윤경 : 백미녀가 고용한 가짜손님 역
- 유건 : 존 하워드 역
- 이주연 : 채원 역

## 논란
- 본 드라마의 집필을 맡은 작가 조은정은 이 드라마의 연출이 자신의 대본에 지장을 준다면서 김대진 PD에게 일방적인 하차 통보를 하여 한때 논란이 되기도 했다. 연출자는 김대진PD에서 애쉬번(최병길)PD로 변경되었지만, 이에 해당 사건으로 크게 분노한 MBC 드라마국 PD진 일부가 김대진 PD의 복귀를 요구했고 성명서까지 낸 바 있다.[1][2]

## 기타

### 실제 호텔리어가 되기 위한 조건
학력 조건 : 2년제 초급대학 졸업

## 시청률
최저 시청률과 최고 시청률은 시청률 조사회사와 지역별로 시청률에 차이가 있을 수 있습니다.
| 2014년      | 2014년      | 2014년         | 2014년       | 2014년         | 2014년       |
| 회차        | 방송일      | TNmS 시청률    | TNmS 시청률  | AGB 시청률     | AGB 시청률   |
| 회차        | 방송일      | 대한민국(전국) | 서울(수도권) | 대한민국(전국) | 서울(수도권) |
| ----------- | ----------- | -------------- | ------------ | -------------- | ------------ |
| 제1회       | 4월 5일     | 11.8%          | 14.3%        | 11.7%          | 13.1%        |
| 제2회       | 4월 6일     | 11.2%          | 14.3%        | 10.9%          | 12.0%        |
| 제3회       | 4월 12일    | 11.1%          | 14.9%        | 10.9%          | 12.3%        |
| 제4회       | 4월 13일    | 11.6%          | 13.9%        | 11.6%          | 12.8%        |
| 제5회       | 4월 26일    | 7.4%           | 8.6%         | 8.2%           | 9.6%         |
| 제6회       | 4월 27일    | 8.8%           | 10.4%        | 10.3%          | 11.8%        |
| 제7회       | 5월 3일     | 8.7%           | 10.6%        | 9.1%           | 9.6%         |
| 제8회       | 5월 4일     | 9.1%           | 10.9%        | 9.0%           | 9.7%         |
| 제9회       | 5월 10일    | 8.6%           | 10.6%        | 8.6%           | 9.5%         |
| 제10회      | 5월 11일    | 9.5%           | 10.9%        | 10.5%          | 11.6%        |
| 제11회      | 5월 17일    | 8.4%           | 10.6%        | 9.6%           | 10.2%        |
| 제12회      | 5월 18일    | 9.0%           | 11.8%        | 9.3%           | 9.7%         |
| 제13회      | 5월 24일    | 8.6%           | 11.2%        | 8.7%           | 10.1%        |
| 제14회      | 5월 25일    | 7.8%           | 9.7%         | 8.3%           | 8.7%         |
| 제15회      | 5월 31일    | 9.8%           | 12.2%        | 10.0%          | 10.2%        |
| 제16회      | 6월 1일     | 9.6%           | 11.8%        | 9.7%           | 10.2%        |
| 제17회      | 6월 7일     | 9.6%           | 12.5%        | 10.4%          | 11.9%        |
| 제18회      | 6월 8일     | 8.3%           | 10.9%        | 8.8%           | 9.4%         |
| 제19회      | 6월 14일    | 9.9%           | 12.4%        | 9.8%           | 10.5%        |
| 제20회      | 6월 15일    | 9.3%           | 11.4%        | 9.8%           | 10.2%        |
| 제21회      | 6월 21일    | 9.9%           | 12.7%        | 10.9%          | 12.2%        |
| 제22회      | 6월 22일    | 9.8%           | 12.4%        | 9.7%           | 10.3%        |
| 제23회      | 6월 28일    | 10.6%          | 13.3%        | 9.8%           | 10.3%        |
| 제24회      | 6월 29일    | 10.2%          | 12.5%        | 9.9%           | 10.2%        |
| 제25회      | 7월 5일     | 10.3%          | 13.4%        | 11.3%          | 11.6%        |
| 제26회      | 7월 6일     | 10.0%          | 12.4%        | 11.0%          | 11.3%        |
| 제27회      | 7월 12일    | 11.1%          | 14.4%        | 10.6%          | 11.5%        |
| 제28회      | 7월 13일    | 11.6%          | 14.3%        | 13.6%          | 15.4%        |
| 제29회      | 7월 19일    | 11.7%          | 14.8%        | 12.3%          | 13.3%        |
| 제30회      | 7월 20일    | 11.4%          | 13.8%        | 12.4%          | 13.9%        |
| 제31회      | 7월 26일    | 11.6%          | 14.6%        | 11.8%          | 13.3%        |
| 제32회      | 7월 27일    | 12.1%          | 14.6%        | 11.8%          | 13.0%        |
| 평균 시청률 | 평균 시청률 | 10.0%          | 12.4%        | 10.3%          | 11.2%        |

## 결방
- 2014년 4월 19일, 2014년 4월 20일 : '진도 해상 여객선 침몰' 뉴스 특보로 인해 결방

## 동시간대 드라마
- 엔젤 아이즈 (SBS, 2014년 4월 5일 ~ 2014년 6월 15일)
- 끝없는 사랑 (SBS, 2014년 6월 21일 ~ 2014년 10월 26일)
- 정도전 (KBS1, 2014년 1월 4일 ~ 2014년 6월 29일)

## 같이 보기
- KBS 주말연속극 《참 좋은 시절》 (2014년 2월 22일 ~ 2014년 8월 10일)
- MBC 주말드라마 《왔다! 장보리》 (2014년 4월 5일 ~ 2014년 10월 12일)
- SBS 주말극장 《기분 좋은 날》 (2014년 4월 26일 ~ 2014년 10월 5일)